# El proceso de la civilización
El proceso de la civilización: Investigaciones sociogenéticas y psicogenéticas es un libro del sociólogo alemán Norbert Elias. Es un influyente trabajo en la sociología y la obra más importante de Elías. Fue publicado por primera vez en alemán en 1939, con título Über den Prozeß der Zivilisation. A causa de la Segunda Guerra Mundial fue prácticamente ignorado, pero ganó popularidad cuando fue reeditado en 1969 y traducido al inglés. Cubre la historia de Europa desde aproximadamente 800 AD al 1900, siendo un aporte a la teoría de la civilización. Reeditado en 1969.
El Proceso de la civilización es hoy en día considerado como trabajo fundacional de la sociología figuracional. En 1998, la Asociación Internacional de sociología listó al trabajo como el séptimo libro sociológico más importante del siglo XX.

## Temas
El primer volumen, La Historia de las costumbres, traza la evolución histórica del habitus europeo o "segunda naturaleza", las estructuras psíquicas del individuo en particular moldeadas por actitudes sociales. Elias examinaba cómo las normas Europeas postmedievales relativas a la violencia, el comportamiento sexual, las funciones corporales, los modales en la mesa y las formas de expresión fueron transformándose gradualmente por el aumento en los umbrales de la vergüenza y la repugnancia, trabajando hacia afuera a partir de un  código de etiqueta. El "autocontrol" internalizado por las cada vez más complejas redes de relaciones sociales desarrolló las autopercepciones "psicológicas" que Freud reconoce como el super-ego.
El segundo volumen, Formación estatal y civilización, analiza las causas de estos procesos. Las encuentra en el estado cada vez más centralizado de la Edad Moderna y en la red cada vez más diferenciada e interconectada de la sociedad.

## Recepción
Cuando el trabajo de Elias encontró una audiencia más amplia en la década de 1960,  su análisis del proceso civilizatorio fue malinterpretado como una extensión del desacreditado darwinismo social. La idea del "progreso" ascendente fue desechada al leerla como historia consecutiva en lugar de metáfora para un proceso social. Pronto se hizo obvio que Elías no había pretendido ninguna "superioridad" moral. En cambio, describe la creciente estructuración y restricción del comportamiento humano en la historia europea, un proceso denominado como "civilización" por sus propios protagonistas. Elias simplemente tenía la intención de analizar este concepto y proceso llamado civilización, e investigó sus orígenes, patrones y métodos.
El etnólogo y antropólogo cultural alemán Hans Peter Duerr formuló una crítica particular al proceso civilizador de Elias en su Der Mythos vom Zivilisationsprozeß (1988-2002), señalando que existían restricciones y regulaciones sociales en la cultura occidental y en otros lugares desde mucho antes del período Medieval. Elías y sus partidarios respondieron que nunca tuvo la intención de desconocer que las regulaciones sociales anteriores a la modernidad occidental. Sin embargo, la cultura occidental desarrolló instituciones particularmente sofisticadas, concisas, integrales y rígidas en comparación con otras culturas.